# Sumitra Mahajan
Sumitra Mahajan, nata Sathe (Chiplun, 12 aprile 1943), è una politica indiana, presidente della Lok Sabha dal 2014 al 2019.

## Biografia
Nata a Chiplun, nello Stato federato del Maharashtra in India, il 12 aprile 1943, ha ricevuto un Master of Arts e un Bachelor of Laws dall'Università di Indore (attualmente chiamata Devi Ahilya Vishwavidyalaya). Appassionata di lettura, musica, teatro, cinema e canto, ha affermato di essersi ispirata per tutta la vita alla regina indiana Ahilyabai Holkar, vissuta nel XVIII secolo, scrivendo anche un libro sulla vita della sovrana. Tale libro è stato perfino presentato nel 2017 al primo ministro Narendra Modi.

### Carriera politica
Sumitra Mahajan ha iniziato la sua attività politica nel 1982, entrando a far parte dell'Indore Municipal Corporation, organo che governa la città di Indore. Poi, due anni dopo, è divenuta anche vicesindaca dell'Indore Municipal Corporation. Nel 1989 ha corso per la prima volta alle elezioni della camera bassa Lok Sabha, vincendo contro l'ex primo ministro dello Stato del Madhya Pradesh Prakash Chandra Sethi. È stata poi eletta ininterrottamente in Parlamento fino al 2019, divenendo la deputata che ha servito più a lungo.
Nell'ottobre 1999 è entrata a far parte del governo del primo ministro Atal Bihari Vajpayee. Ha servito come ministra di Stato dell'Unione incaricata allo sviluppo delle risorse umane, fino al giugno 2002, quando è divenuta titolare del ministero delle comunicazioni e delle tecnologie dell'informazione. Nel maggio 2003 ha cambiato nuovamente dicastero, entrando a far parte di quello del petrolio e del gas naturale e rimanendo in carica fino al maggio dell'anno successivo.
Il 6 giugno 2014 è stata eletta all'unanimità come sedicesima presidente della Lok Sabha, diventando la seconda donna ad assumere questa posizione dopo Meira Kumar. È rimasta in carica fino al 17 giugno 2019.